# Oase (Film)
Oase ist ein in der nordafrikanischen Wüste spielendes, französisch-deutsches Filmabenteuer aus den Jahren 1954/55 von Yves Allégret mit deutsch-französischer Starbesetzung: Michèle Morgan, Cornell Borchers und Carl Raddatz sind in den Hauptrollen zu sehen. Dem Film liegt der gleichnamige Roman von Joseph Kessel, der hier auch die deutsche Dialogregie geführt hatte, zugrunde.

## Handlung

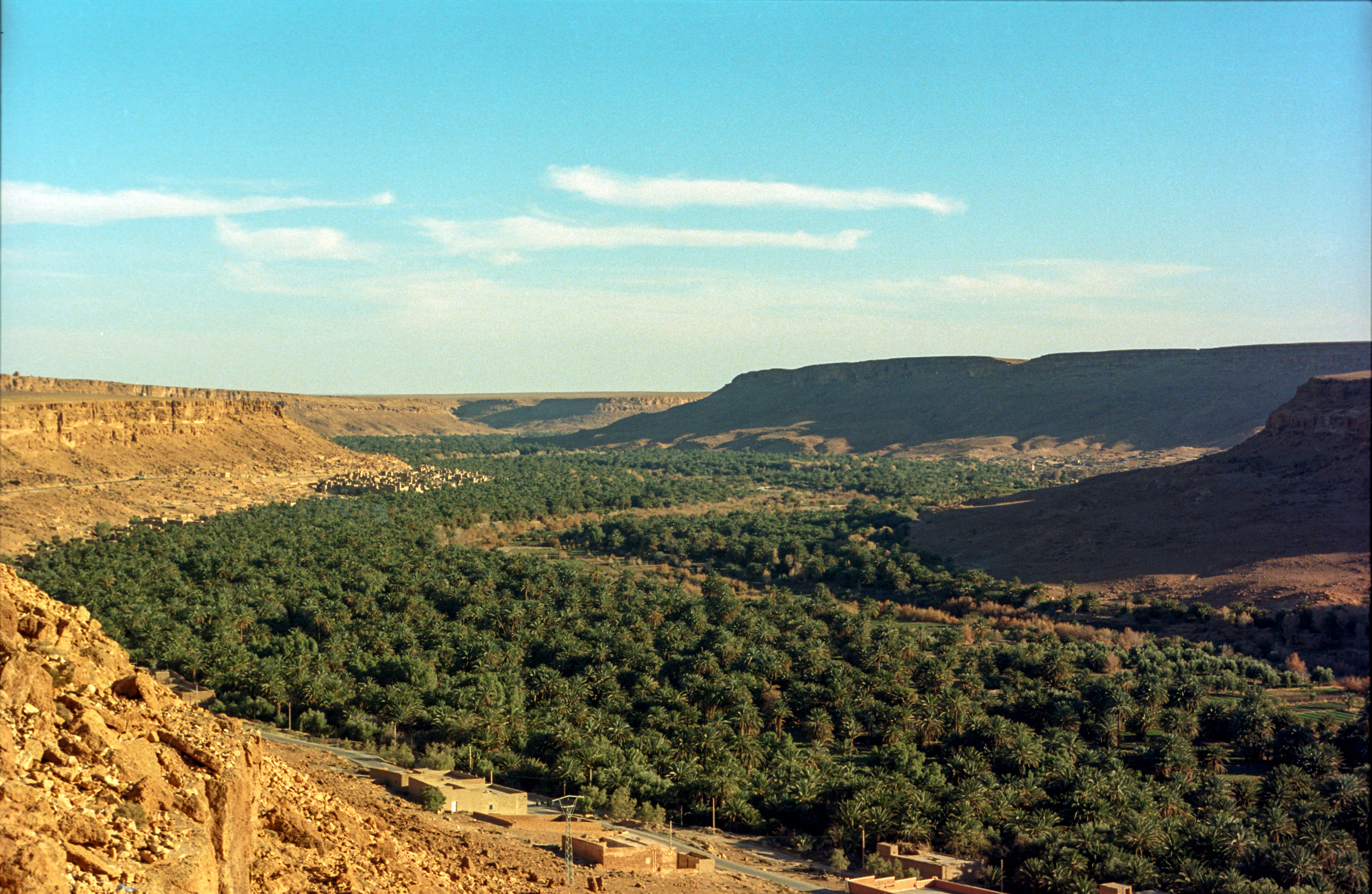
Oasenlandschaft in Marokko, dem Handlungsgebiet

Der frühere Kriegspilot und jetzige Schmuggler Antoine Vallin ist Herr einer Kamel-Karawane und residiert in einer Oase im Nordwesten der Sahara. Durch seine illegalen Goldtransporte stört er empfindlich die Kreise einer von einem gewissen van Grouten geleitete Gruppe schurkischer, niederländischer Goldhändler. Deren Mann fürs Grobe vor Ort, der schurkische Pérez, heuert daraufhin die beiden Abenteurerinnen Karin Salström, eine Schwedin, und Françoise Lignières, eine Französin, an, um Antoine auszuspionieren. Die beiden Frauen tarnen sich als Journalistinnen und sollen Vallin schlussendlich das Handwerk legen und ausschalten. Karin wird rasch die Geliebte Antoines, doch es ist die dem übermäßigen Alkoholgenuss nicht abgeneigte Französin, die von Vallins humanistischer Grundeinstellung beeindruckt ist.
Daraufhin wechselt Françoise die Seiten und rettet mit ihrer Warnung Antoine vor seiner geplanten Vernichtung. Aus den beiden wird ein Paar, was die spionierenden Frauen – auch Karin hatte ein Auge auf den schmucken Ex-Piloten geworfen – schließlich komplett entzweit. Doch das Glück von Françoise und Antoine währt nicht lange, denn bald kommt es zu einer handfesten Auseinandersetzung um den letzten Goldtransport. Das startende Transportflugzeug macht in der Oase derart viel Lärm, dass Antoines Kamelherde mächtig aufgeschreckt wird und alles niedertrampelt, was ihr im Weg steht. Der Mittelsmann der Goldhändler kommt dabei ebenso ums Leben wie auch die beiden Spioninnen. Das verbliebene Oasen-Gold hingegen versinkt bei dem entstehenden Tumult im Wüstensand.

## Produktionsnotizen und Wissenswertes
Oase wurde vom 4. Oktober 1954 bis zum 8. Januar 1955 gedreht. Der Film entstand in den Bavaria-Ateliers von München-Geiselgasteig sowie an den französischen und marokkanischen Schauplätzen Marseille, Marrakesch, Casablanca, Agadir und Goulimine. Oase wurde am 18. März 1955 in Düsseldorf und Frankfurt uraufgeführt, die Berliner Premiere fand drei Tage später statt. In Frankreich konnte man den Film erstmals am 20. April 1955 in Paris sehen.
Fred Surin hatte die Produktionsleitung. Die Filmbauten wurden vom Bavaria-Chefarchitekten Max Mellin entworfen. Ihm arbeiteten die Kollegen Wolf Englert, Gabriel Pellon und Hans-Jürgen Kiebach zu.
In der zeitgleich gedrehten französischen Oase-Fassung spielte Pierre Brasseur die Raddatz-Rolle.
Sowohl für die Bundesrepublik als auch für Frankreich (dort gemeinsam mit dem zeitgleich entstandenen Abenteuerfilm König der Wüste) war Oase der erste Cinemascope-Film.
Oase stand im Zentrum einer Reihe von deutsch-französischen Film-Kooperationen der Jahre 1954/55. Zur selben Zeit entstanden mit Das zweite Leben, Zwischenlandung in Paris und Die Helden sind müde weitere filmische Zusammenarbeiten der beiden Länder.

## Kritiken
Der Spiegel spottete: „Verzwickte Karawanen-Abenteuer, vom Drehbuch in die Länge, von der Cinemascope-Technik in die Breite gezogen.  (…) Trotz unendlicher Dialoge bleibt im Dunkeln, worum es eigentlich geht.“
Im Lexikon des Internationalen Films steht: „Eine sehr löcherige Abenteuer-Story dient als Aufhänger für touristische Bilder einer Luxusdampferfahrt nach Casablanca und Nordafrika – und für den ersten westdeutschen Film in Cinemascope.“